# Вертеляки
Вертеляки (пол. Wiertelaki) — село в Польщі, у гміні Броншевиці Серадзького повіту Лодзинського воєводства.
Населення — 147 осіб (2011).
У 1975—1998 роках село належало до Серадзького воєводства.

## Демографія
Демографічна структура станом на 31 березня 2011 року:
|          | Загалом | Допрацездатний вік | Працездатний вік | Постпрацездатний вік |
| -------- | ------- | ------------------ | ---------------- | -------------------- |
| Чоловіки | 74      | 17                 | 50               | 7                    |
| Жінки    | 73      | 18                 | 46               | 9                    |
| Разом    | 147     | 35                 | 96               | 16                   |